# Tachina pubiventris
Tachina pubiventris là một loài ruồi trong họ Tachinidae.